# シカゴ・タイプライター (テレビドラマ)
『シカゴ・タイプライター〜時を超えてきみを想う〜』は、2017年4月7日から2017年6月3日まで金曜日と土曜日に放送されたtvNの韓国ドラマである。
主人公のハン・セジュ役にユ・アイン、ヒロインのチョン・ソル役にイム・スジョン、1930年代のタイプライターに閉じ込められたままの幽霊、ユ・ジノ役にコ・ギョンピョが出演。
1930年代の朝鮮独立運動の時代と現代の2つの時代を背景に、スランプに陥ったベストセラー作家のセジュとその大ファンのソルとセジュの謎めいたゴーストライターであるジノの3人が、タイプライターに隠された前世の記憶を解き明かしていくファンタジーラブロマンス。

## あらすじ
韓流スターにも劣らない人気ベストセラー作家ハン・セジュ（ユ・アイン）は、燃え尽き症候群に悩まされる日々を送っていた。そんなある日、アメリカのシカゴで古びたタイプライターと出会い、後にこのタイプライターがセジュの家に届けられることになる。そしてそれ以降1930年代の幻を見るようになった。 ある日、セジュが交通事故に遭い、怪我で執筆作業が出来なくなった間に、誰かがセジュになり代わり「シカゴ・タイプライター」という連載を始める。その小説がまさかの大ヒットを記録し、完全にスランプに陥ったセジュは作家としての自信をなくしていく。 さらに自分がゴーストライターだという謎の男、ユ・ジノ（コ・ギョンピョ）が現れ、「スランプを克服するまで小説は自分が書くから、その代わりに俺の女に手を出す男たちを止めてくれ」と提案される。ジノの「俺の女」とは、セジュの熱狂的なファンで、ストーカーではないかと疑っているチョン・ソル（イム・スジョン）であった。ジノに代わりソルを守っていたセジュだが、おかしなことにだんだんと彼女に惹かれていく自分に気づくのであった…。

## キャスト
- ハン・セジュ：ユ・アイン

悩めるベストセラー作家。
- チョン・ソル：イム・スジョン

ハン・セジュの熱狂的なファン。
- ユ・ジノ：コ・ギョンピョ

謎のゴーストライター。
- ペク・テミン：クァク・シヤン

人気作家。セジュのライバル。
- マ・バンジン：ヤン・ジンソン

ソルの幼なじみ。
- ワン・バンウル：チョン・スギョン

バンジンの母。
- ペク・ドハ：チョン・ホジン

テミンの父。
- ホン・ソヒ：チョ・ギョンスク

テミンの母。

## スタッフ
- 脚本：チン・スワン
- 演出：キム・チョルギュ

## 視聴率
| Ep   | 放送日        | 平均オーディエンスシェア | 平均オーディエンスシェア | 平均オーディエンスシェア |
| Ep   | 放送日        | AGBニールセン            | AGBニールセン            | TNmS                     |
| Ep   | 放送日        | 全国                     | ソウル                   | 全国                     |
| ---- | ------------- | ------------------------ | ------------------------ | ------------------------ |
| 1    | 2017年4月7日  | 2.649％                  | 2.924％                  | 3.8％                    |
| 2    | 2017年4月8日  | 2.822％                  | 3.253％                  | 3.2％                    |
| 3    | 2017年4月14日 | 2.235％                  | 2.555％                  | 2.3％                    |
| 4    | 2017年4月15日 | 2.094％                  | 2.688％                  | 2.6％                    |
| 5    | 2017年4月21日 | 1.920％                  | 1.847％                  | 1.9％                    |
| 6    | 2017年4月22日 | 2.236％                  | 2.840％                  | 2.6％                    |
| 7    | 2017年4月29日 | 2.449％                  | 2.546％                  | 2.4％                    |
| 8    | 2017年4月29日 | 2.449％                  | 3.162％                  | 2.8％                    |
| 9    | 2017年5月12日 | 2.322％                  | 2.761％                  | 3.7％                    |
| 10   | 2017年5月13日 | 2.275％                  | 3.034％                  | 2.0％                    |
| 11   | 2017年5月19日 | 2.450％                  | 2.657％                  | 2.5％                    |
| 12   | 2017年5月20日 | 2.252％                  | 2.954％                  | 2.4％                    |
| 13   | 2017年5月26日 | 2.335％                  | 2.795％                  | 2.2％                    |
| 14   | 2017年5月27日 | 1.444％                  | 1.762％                  | 1.7％                    |
| 15   | 2017年6月2日  | 2.419％                  | 2.975％                  | 2.4％                    |
| 16   | 2017年6月3日  | 2.162％                  | 2.551％                  | 2.9％                    |
| 平均 | 平均          | 2.27％                   | 2.71％                   | 2.6％                    |